# 福田譲
福田 譲（ふくだ ゆずる、1975年〈昭和50年〉1月 - ）は、日本の経営者。元SAPジャパン代表取締役社長。現在は富士通のCDXO(最高デジタル変革責任者)、CIO(最高情報責任者)。

## 来歴・人物
千葉県柏市出身。新卒者としてSAPジャパン入社。おもに営業畑のマネジメントを歴任。
2014年7月28日、安斎富太郎（元デル執行役員、元日本アイ・ビー・エム理事）の後任として、生え抜き社員として初のSAPジャパンの社長に就任した。
1997年4月にSAPジャパンに入社、プロセス製造業の大手顧客を担当、ERP（基幹業務統合システム）導入による業務改革（BPR）・経営改革・情報化の提案活動に従事。
2002年4月以降、化学/石油業界の大手顧客担当、中堅/中小顧客担当、食品/消費財/医薬/小売大手顧客担当の営業部長を歴任、2007年に新規製品事業（Platform製品事業）を統括するバイスプレジデントに就任、ミドルウェア、ビジネスインテリジェンス（BI）、経営管理ソリューション（EPM）事業や、SAPが買収したビジネスオブジェクツ社日本法人の統合を指揮。
2011年から、特定戦略顧客、流通・サービス業、通信・メディア業、プロセス製造業等の営業部門長を歴任、2014年7月に社長に就任。2020年、3月31日付でSAPジャパン代表取締役社長を退任し、翌日付で富士通に執行役員常務CIO（最高情報責任者）兼CDXO（最高デジタルトランスフォーメーション責任者）補佐に就任。2022年、執行役員EVP（執行役員制度の変更による）、2023年4月から現職。

## 略歴
- 1993年 - 早稲田実業学校卒業[5]
- 1997年 - 早稲田大学教育学部社会科地理歴史専修卒業[6]
- 1997年 - SAPジャパン入社
- 2002年 - プロセス産業営業本部　第二営業部　部長
- 2004年 - 地域営業本部　東日本第二営業部　部長
- 2005年 - 流通・サービス産業営業本部　第一営業部　部長
- 2006年 - プロセス産業営業本部　第一営業部　部長
- 2006年 - INSEAD（Regional Management Development Program）修了
- 2007年 - バイスプレジデント　ビジネスプロセスプラットフォーム本部長
- 2011年 - バイスプレジデント　プロセス産業営業本部長
- 2012年 - 慶應義塾大学 大学院 経営管理研究科（慶應ビジネススクール） 高等経営学講座 修了
- 2014年 - 同社 代表取締役社長（2020年3月 - 退任）

- 2020年 - 4月、富士通株式会社入社　執行役員常務 CIO(最高情報責任者) 兼 CDXO(最高デジタル変革責任者)補佐
- 2022年 - 執行役員EVP　CIO 兼 CDXO補佐
- 2023年 - 執行役員EVP　CDXO 兼 CIO